# Jerboa (musicien)
Pour les articles homonymes, voir Jerboa.
Jerboa est un musicien belge de hip-hop et pop, parfois appelé le « DJ Shadow flamand »,.

## Biographie
Frederik Dejongh est diplômé de l'Institut SAE de Rotterdam en 2001 en tant qu'ingénieur du son. Ses premiers morceaux consistent en des EP écrits par lui-même (Eardrums avec LeFtO, The Dudes of Hazard avec Stino et, en solo, l'EP Au Cinema) et 2005 voit la sortie du premier album studio Music for My Instruments.
Le deuxième album marque un changement de cap, passant d'une musique teintée de hip-hop à des chansons plus pop. L'album est produit par Alex Callier et comprend des voix invitées de Gunther Nagels (Donkey Diesel), Trixie Whitley, Krewcial et Callier lui-même, entre autres,.
Jerboa a joué au Pukkelpop et au festival de Dour, entre autres. 

## Discographie
- 2002 : Jerboa, Desk e.a. - Cuttin' Stylus
- 2003 : Jerboa - Au Cinema
- 2004 : Dudes of Hazard, Jerboa - Photographic Fantasy
- 2004 : Jerboa, Lefto - Eardrums
- 2005 : Jerboa - Music for My Instruments
- 2007 : Jerboa - Rockit Fuel
- 2018 : Jerboa - Rockit Fuel Re-Mastered